# Szántó Csaba János
Szántó Csaba János (Kolozsvár, 1944. március 2. –) erdélyi magyar fizikus, természettudományi szakíró.

## Életútja, munkássága
Középiskoláit a kolozsvári Ady–Şincai Líceumban végezte (1961), a BBTE Fizika Karán szerzett egyetemi diplomát (1966). 1967–69 között a Metalul Roşu Üzemben, 1969–2003 között a Kolozs Megyei Közegészségügyi Intézet munka-egészségtani részlegén volt tudományos kutató.
Önállóan vagy társkutatókkal írott tanulmányai a különböző munkahelyi környezetekben ható zajártalomról, a munkahelyi pornak a légzőutakra gyakorolt káros hatásáról magyar, román, angol és német nyelven az Igiena, Mine, Petrol şi Gaze, Audiology, Zeitschrift für Gesammte Hygiene, Central European Journal of Publ. Health, Journal of Occupational Health c. folyóiratokban, Budapesten, Prágában, Nagojában rendezett nemzetközi konferenciák köteteiben jelentek meg.

## Társasági tagság
- Erdélyi Múzeum-Egyesület (EME)
- Romániai Munka-egészségtani Egyesület